# Retaule Major de la catedral de Toledo
El Retaule Major de la catedral de Toledo va ser realitzat entre el 1497 i el 1504 i és d'estil gòtic florit o tardà, precursor del nou Renaixement. Va ser un encàrrec del cardenal Cisneros: en la seva elaboració hi van participar nombrosos artistes (fins a vint-i-set, de diferents especialitats: arquitectes, escultors, pintors i entalladors) sota la direcció d'Enrique Egas i Pedro de Gumiel; l'encarregat de la part arquitectònica va ser Petit Juan.
El retaule està situat al fons de la capella Major de la catedral de Toledo i és de forma corbada, ja que calia que es pogués adossar perfectament al mur de la capella. El seu tema central marià és de l'Assumpció de la Mare de Déu, mentre que als carrers laterals s'hi relaten també escenes de la vida i Passió de Crist. El coronament superior del retaule es va realitzar amb la inclusió d'un gran calvari.

## Història
En l'estructura original, la Capilla Mayor constava de dos espais diferenciats amb dues voltes independents: la volta poligonal, situada darrere l'altar, pertanyia a l'antiga Capilla de los Reyes Viejos sota l'advocació de la Santa Creu; d'altra banda, la segona volta corresponia al presbiteri i feia que aquest espai fos estret i poc adequat per la catedral. Aquests dos espais estaven dividits per un mur entre dos pilars on estava situat el primer retaule major de la catedral: era de finals del segle xiv, estava dedicat al Salvador i no se'n sap exactament el seu autor (encara que es creu que podria haver estat Gherardo Starnina o del grup d'artistes que en aquella època treballava en la catedral, de gust italianitzant). D'aquest retaule desaparegut només se'n conserven algunes taules aprofitades en les capelles de San Eugenio i la Capilla Bautismal de la mateixa catedral.

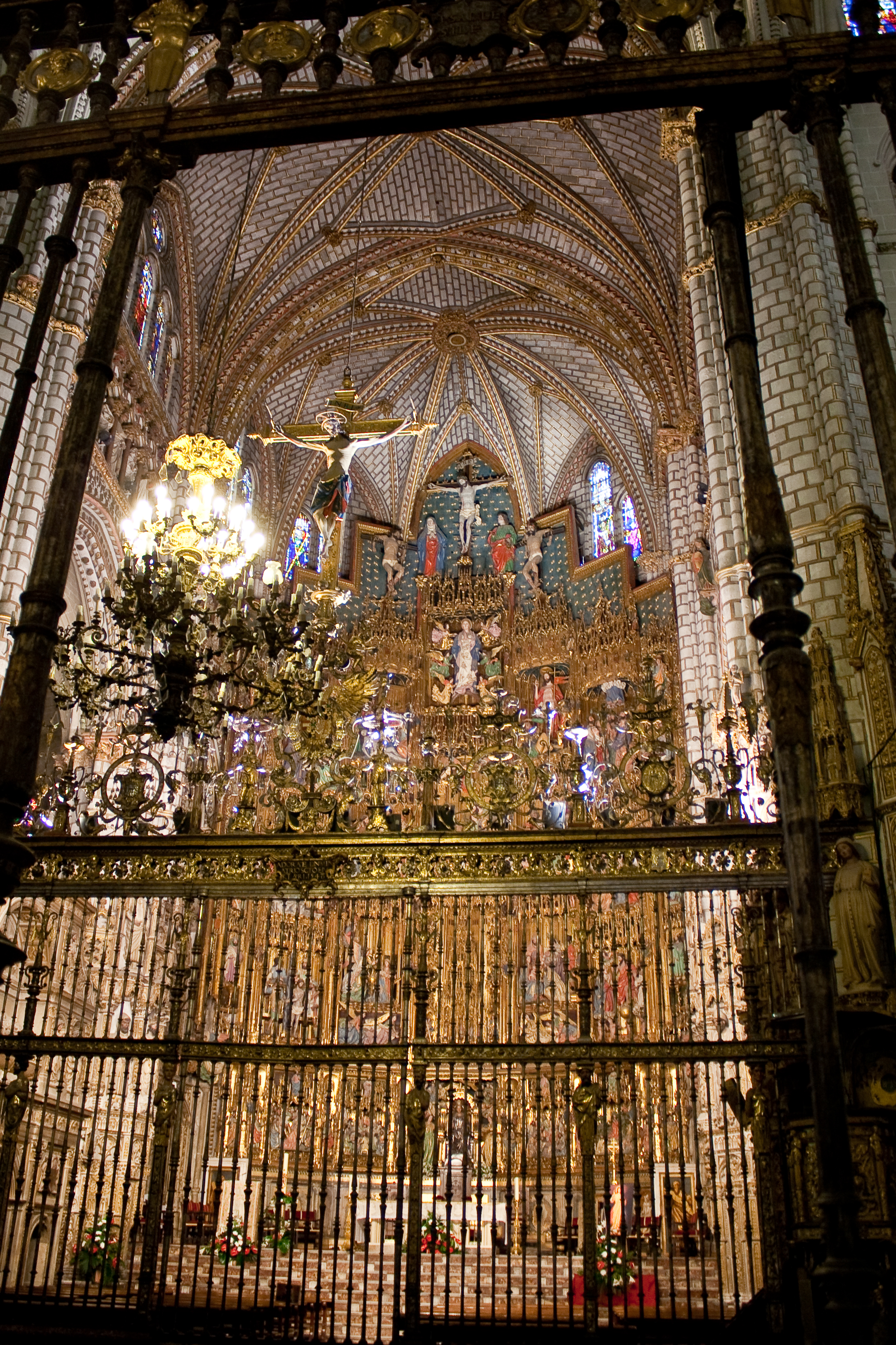
Entrada de la Capilla Mayor amb el retaule al fons

El cardenal Gonzalo Jiménez de Cisneros, tan bon punt va fer-se càrrec del seu nomenament com a arquebisbe de Toledo, va decidir continuar les obres de reforma iniciades a la catedral pel seu antecessor, el cardenal Mendoza, i va voler realitzar un nou projecte per engrandir la Capilla Mayor amb la incorporació de l'espai de la Capilla de la Santa Cruz —aleshores ja anomenada de Reyes Viejos— al presbiteri, de tal manera que es pogués instal·lar un gran retaule gòtic amb el qual volia transformar la decoració d'aquesta capella.
Després de moltes opinions en contra per part del capítol catedralici, el cardenal va aconseguir que la reina Isabel I de Castella donés la llicència per fer les obres, traslladar els sarcòfags dels reis a ambdós costats del Retaule Major i canviar el retaule antic. Es considerava que amb aquestes modificacions les grans celebracions que es realitzaven a la catedral disposarien de l'espai suficient per a l'acomodació de tots els personatges que acostumaven a acudir a aquestes cerimònies.
| « | (castellà) Quienes acudían a la catedral de Toledo sufrían las molestias del poco espacio del camarín, denominado capilla mayor; en él está construido el altar principal para la celebración de las solemnidades sacras y era casi el doble de reducido que el actual. Todo el mundo comentaba que desdecía de la magnificencia del templo. Pues bien, la única forma de ampliarlo consistió en añadir la continua capilla de la Santa Cruz; operación fácil de realizar con el derribo de la pared medianera. | (català) Els qui acudien a la catedral de Toledo patien les molèsties del poc espai del cambril, denominat capella major; en ell hi ha construït l'altar principal per a la celebració de les solemnitats sacres i era quasi el doble de reduït que l'actual. Tothom comentava que desdeia la magnificència del temple. Doncs bé, l'única forma d'ampliar-lo va consistir en afegir la contínua capella de la Santa Creu; operació fàcil de realitzar amb l'enderroc de la paret mitgera. | » |
| — Álvar Gómez de Castro, De rebus gestis a Francisco Ximeno Cisnero, archiepiscopo toletano Alcalá de Henares, 1569 | | |   |

A part d'això, va sorgir la necessitat d'incloure una capella a la part posterior del retaule per desar-hi el Santíssim Sagrament. Aquesta capella, que havia de servir per a l'exposició de l'eucaristia, no estava en el projecte primitiu del cardenal Cisneros, sinó que va sorgir una vegada realitzat el tabernacle del retaule, el qual només tenia ús com a reserva de les espècies consagrades; més endavant es va transformar en els sagraris (col·locats als bancs dels retaules) amb porteta cap a l'altar. Segons uns documents de l'època, consta que la capella ja existia el 1509: s'hi relacionen uns pagaments de «dos mil morabatins per a la pintura que es fa a la capella darrere el retaule». El tabernacle (amb funció només de reserva o guarda), en no haver-hi cap obertura per la part davantera, havia d'estar comunicat per darrere, i per accedir a la capella del sagrament es va construir una escala a la part posterior del retaule, segons es pot apreciar en un dibuix de la Biblioteca Nacional d'Espanya de la planta de la catedral de l'any 1720.

### Contractes per a la construcció del retaule
El cardenal Cisneros va encarregar la construcció del retaule a partir de 1497 a diversos artistes, entre els quals es trobaven els més representatius de l'època. Es va fer a uns quants artistes la petició de plànols i mostres pel retaule, els quals es van enviar des de Toledo a Alcalá de Henares –on es trobava el cardenal Cisneros– en unes carretes; se'n va pagar la quantitat de 2.039 morabatins. El cardenal, una vegada examinats tots els projectes, va descartar el del mestre Gil i el del mestre Alberto, i va acceptar com a millors els presentats pel mestre Rodrigo Alemán i Petit Juan. A partir d'aquí, Cisneros va seguir de prop la marxa de l'obra, sol·licitant al canonge obrer que l'anés visitant per donar-li notícies sobre el treball. Els mestres Rodrigo Alemán, Petit Juan i Felipe Bigarny també van anar portant-li noves mostres durant l'any 1500. El cardenal, satisfet, va fer arribar noves quantitats de diners per lliurar als artistes, i també va sol·licitar al mestre d'obres Pedro de Gumiel –que li estava fent uns treballs a Alcalá– que es traslladés periòdicament a Toledo i s'encarregués d'anar revisant personalment la construcció del retaule. Als Libros de Obra y Fábrica de la catedral hi ha documentades les visites fetes i les contribucions que rebia l'obra.

### Contractes per a la fusta
Un cop signat l'encàrrec per a la realització del retaule, el cardenal va donar ordres per a la provisió dels materials. Gràcies als Libros de Obra y Fábrica de despeses de l'obra se sap el tipus de fusta que s'utilitzà, la seva procedència, la qualitat i el preu. Abans de començar la construcció ja hi havia contractes per a l'adquisició de «cent trossos de noguera, de dos peus i d'un peu d'amplada i vuit peus de llarg, per fer-ne les figures exemptes del Retaule Major», juntament amb «cent cinquanta taules de noguera, de tretze peus de llarg i dos peus d'amplada i tres dits de gruix, per a tallar-les segons les mides que s'indiquessin». Aquesta fusta procedia de l'entallador de Juan Millán, veí de Guadalupe.
Altres encàrrecs van procedir directament del mestre Diego Copín de Holanda, per a fusta de làrix comprada a La Adrada. L'any següent (1501) es van tornar a comprar uns altres quaranta trossos de làrix, aquesta vegada a Diego Martín de Mombeltrán, i així successivament a diversos subministradors de localitats diferents com Piedralaves, Torrijos o Alcaraz. A part de la fusta de noguera que es va dedicar de forma especial a les imatges també hi va haver noves adquisicions: algunes comandes van ser de fusta de pi per a les bastides i per a alguns sants del guardapols. Tot això es troba detallat amb noms, quantitats, preus i forma de pagaments fins a l'any 1504 als Libros de Obra y Fábrica de la catedral.

### Contractes per a l'escultura i la pintura
El cardenal Cisneros, juntament amb els escultors Copín de Holanda i Sebastián de Almonacid, van signar el 5 de novembre de 1500 a Alcalá de Henares davant l'escrivà Pedro de Montalbán el contracte segons el qual es comprometien a realitzar les imatges a preu fet per la quantitat de 610.000 morabatins. Un altre contracte es va signar amb el mestre Felipe Bigarny, que residia a Burgos, el qual es va comprometre a realitzar els treballs i cobrar per peces segons el que s'acordés amb el canonge obrer encarregat de la catedral i amb l'assessorament d'altres escultors. Bigarny va presentar com a mostra una imatge de sant Marc. L'artista Petit Juan, autor del plànol seleccionat, va ser l'encarregat de realitzar els pilars que divideixen els cinc carrers del retaule, així com els dossers que horitzontalment separen les escenes dels pisos: rebé 1.100.000 morabatins. A més a més, Juan va realitzar un altre contracte per 160.000 morabatins per a la realització del guardapols del retaule, encara que només el va iniciar i va poder cobrar la primera partida, ja que va morir l'any 1504. La terminació del treball va anar a càrrec de Felipe de Bigarny, Juan de Angrés, Copín de Holanda, Cristian de Holanda i Juan de Bruselas.

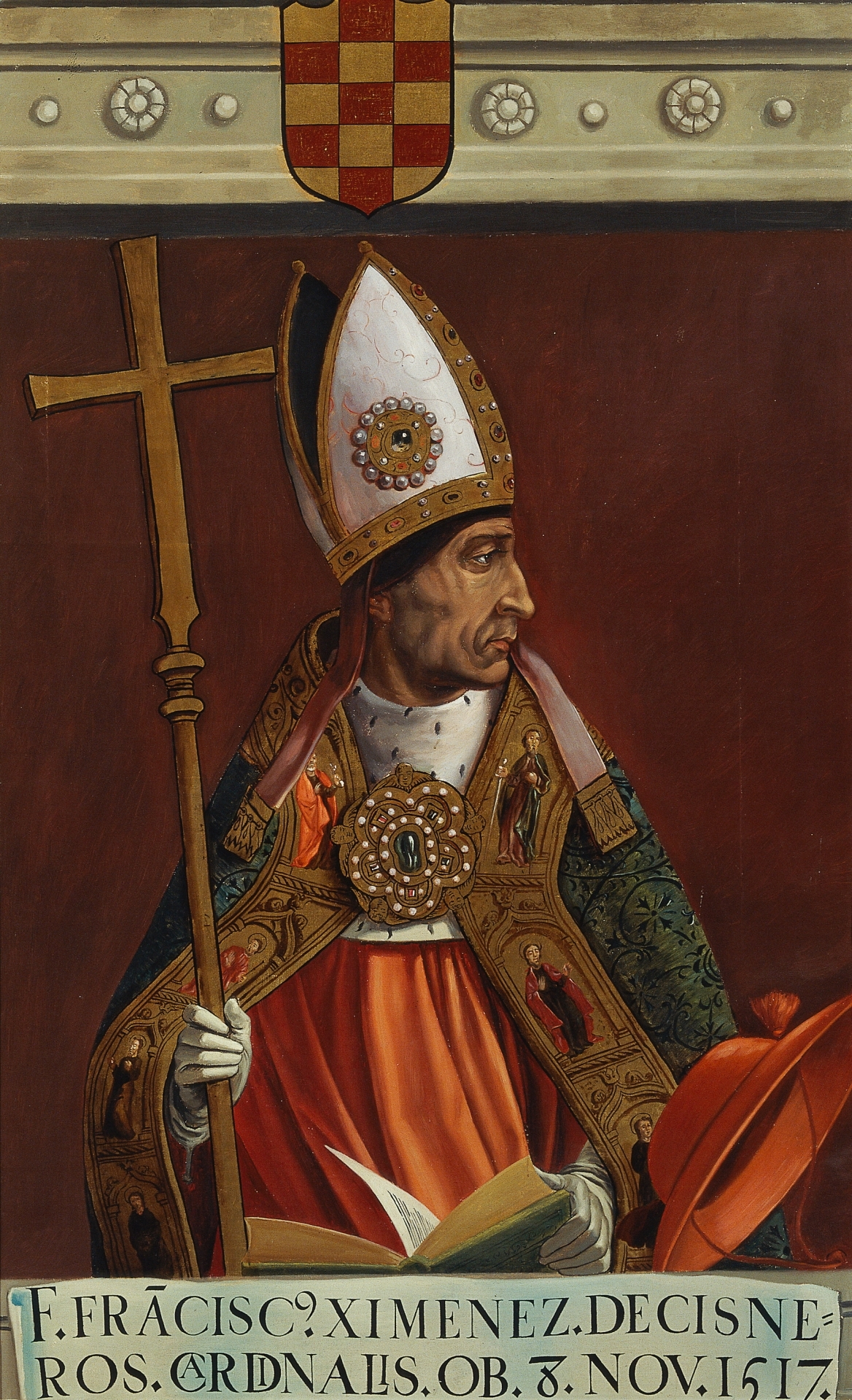
El cardenal Cisneros, comitent del retaule per Eugenio Cajés

La predel·la va ser contractada pel capítol catedralici a Petit Juan i Rodrigo Alemán, que es comprometeren a realitzar entre tots dos totes les seves imatges i ornamentacions decoratives en l'espai d'un any; encara que podien emprar a ajudants, s'obligava a la revisió diària dels seus treballs. Després de la mort de Petit Juan, aquest va ser reemplaçat en les seves funcions per Copín de Holanda.
Per la pintura del retaule, juntament amb el daurat, va ser nomenat com a encarregat principal Juan de Borgoña, el qual va signar un contracte el dia 14 de gener de 1503 segons el qual es comprometia a realitzar el treball en un termini d'un any, pel qual cobraria 990.000 morabatins. Va tenir com a col·laboradors Francisco de Amberes, qui es va encarregar del daurat, i els pintors Fernando del Rincón, Frutos Flores, Francisco Guillén i Andrés Segura, que també van intervenir en la predel·la. La policromia del guardapols se li va encarregar també a Francisco de Amberes.

## Influència estilística

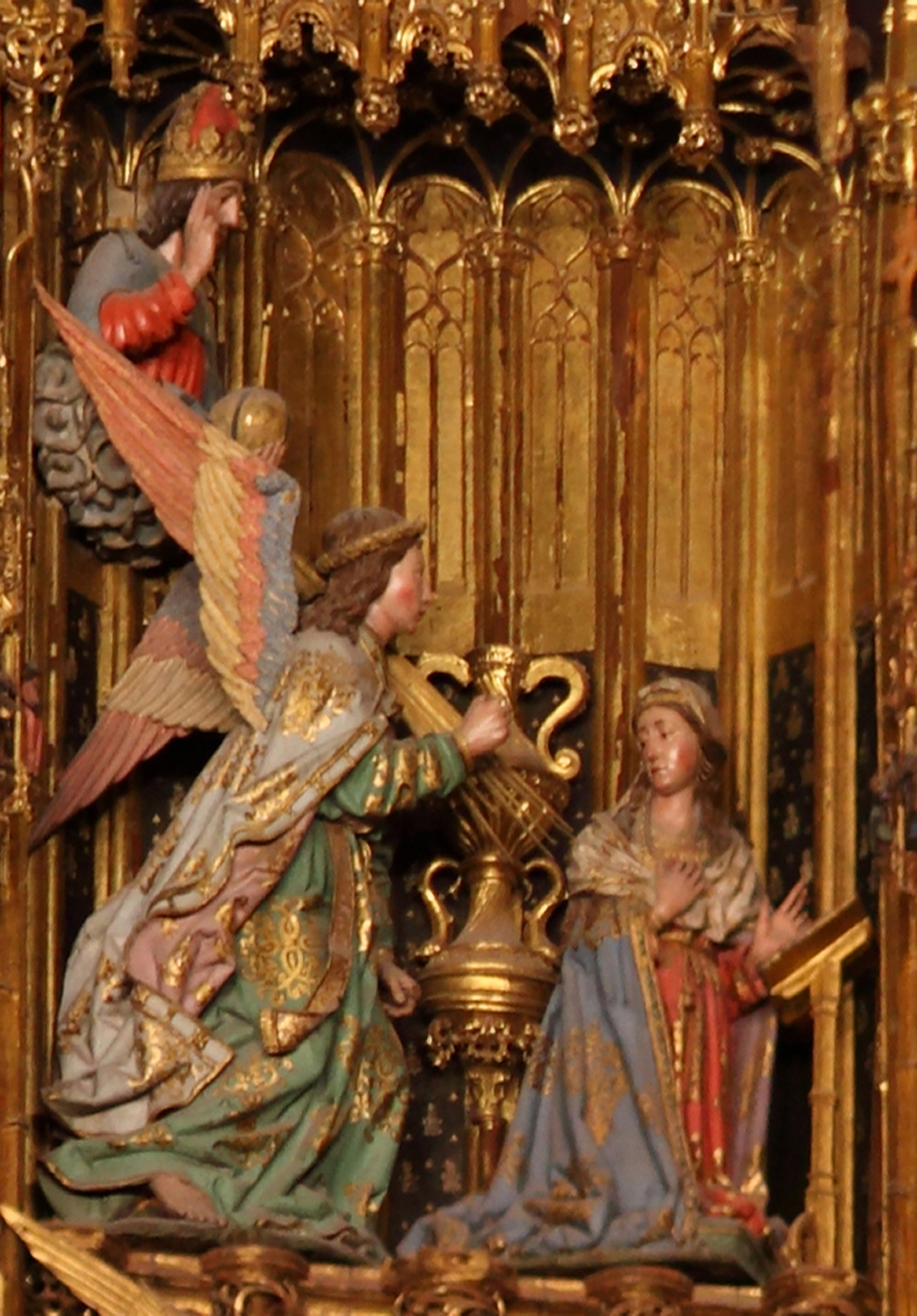
L'Anunciació, grup escultòric en el qual s'aprecia la influència del gòtic de la zona de l'Alt Rin

A partir del gòtic tardà, els retaules van augmentar considerablement de mida, normalment fins a cobrir tot l'espai disponible al mur posterior dels altars. L'organització de les escenes religioses es feia als carrers verticals i als pisos horitzontals, mentre que la imatge principal a la qual estava dedicat el retaule es col·locava al seu centre i acostumava a fer-se, quan era d'escultura, de ple volum. La resta d'imatges podien ser també exemptes o en grups de relleus, i de vegades s'incloïen taules pintades. La decoració final s'efectuava amb daurats i policromia.
Concretament, en aquest retaule de la catedral de Toledo s'aprecia la influència del gòtic tardà de la zona de l'Alt Rin, especialment de Martin Schongauer, un virtuós del seu art, especialment a les vestidures, els plecs de les quals deixaven apreciar grans espais que aconseguien donar sensació de gran volum. Aquest mateix tractament es troba en algunes de les figures realitzades en aquest retaule, com a l'escena de L'Anunciació: la figura que representa Maria sembla inspirada en la Maria agenollada d'un Naixement de la meitat del segle xv conservada al Badisches Landesmuseum ede Karlsruhe, d'origen renà. Ambdues figures presenten una mantellina quasi idèntica que els cobreix el cap, i els plecs de les seves vestidures —vestit i mantell— baixen pel cos en forma vertical, però accentuen els buits entre ells i acaben contra el terra en d'altres més petits, angulosos i bombats, que formen com una corona prop de l'escultura. Tot plegat és una de les característiques pròpies de l'escultura i la pintura de l'Alt Rin. A més a més, l'arcàngel Gabriel va ser copiat d'un gravat també de Martin Schongauer. Del cercle del taller de Rodrigo Alemán s'ha comprovat que un profeta d'aquest retaule té gran semblança amb l'apòstol Pau del Museu Estatal de Hessen a Darmstadt, de la mateixa regió renana, tallat cap a 1480. Es creu que alguns dels artistes del retaule toledà posseïen en el seu taller llibres, estampes o gravats que en aquella època circulaven amb gran difusió, en els quals s'inspiraven per a les seves composicions. En altres escenes del retaule, encara que no haguessin estat realitzades per Rodrigo Alemán, també es troben amb facilitat elements semblants amb els dotze gravats sobre la Passió de Crist de Schongauer, entre ells els de L'oració de Jesús en l'Hort de Getsemaní o el del Camí del Calvari.

## Descripció
El retaule consta d'una predel·la amb quatre relleus i una imatge central –sobre la qual hi ha cinc carrers–, més dos laterals més estrets (o guardapols) amb imatges de sants i profetes. Les divisions o entrecarrers també es troben decorades amb ornaments gòtics i petites imatges. Els carrers estan dividits en tres pisos amb un total de catorze escenes escultòriques del Nou Testament, a part del coronament central a l'àtic amb un gran Calvari. Algunes de les escultures són de mida natural i d'altres són més petites; van ser acabades amb policromia i estofat. Finalment, tots els dossers que es troben sobre les escenes escultòriques, així com les divisions d'entrecarrers, van ser daurats amb pa d'or.

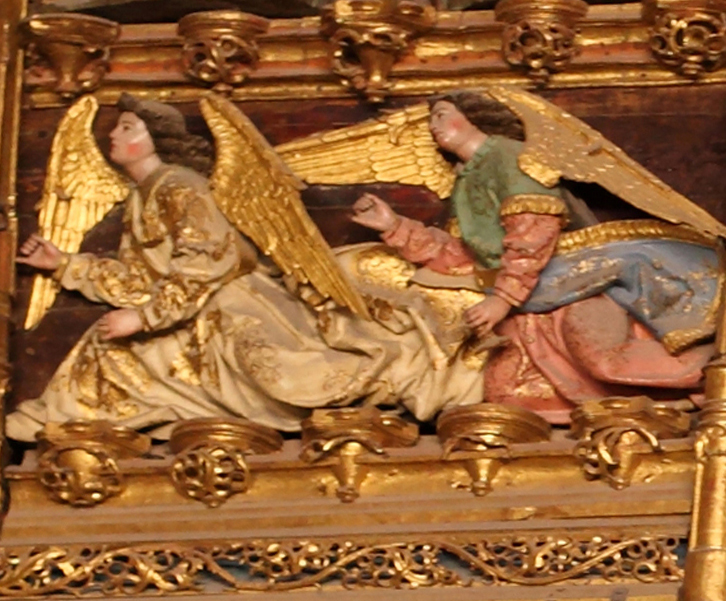
Un dels dos parells d'àngels que es van afegir a tots dos costats del tabernacle

Aquest retaule té una estructura especial, ja que es va necessitar realitzar una caixa central més alta i profunda per a la col·locació del tabernacle de l'Eucaristia; devia tenir accés per la seva banda posterior des de la capella del Sagrament. Pel que fa a l'arquitectura, no es va poder fer pla, com era normal en els retaules de l'època, sinó que es va haver de construir de forma graonada i trencada amb diversos ressalts cap al fons. Al moment de voler transformar aquesta part central amb el tabernacle, els panells ja estaven tots tallats i eren de la mateixa mida, per la qual cosa es va afegir a tots dos costats del tabernacle un panell amb imatges de dos àngels per dissimular el desnivell que es necessitava.

### Tabernacle

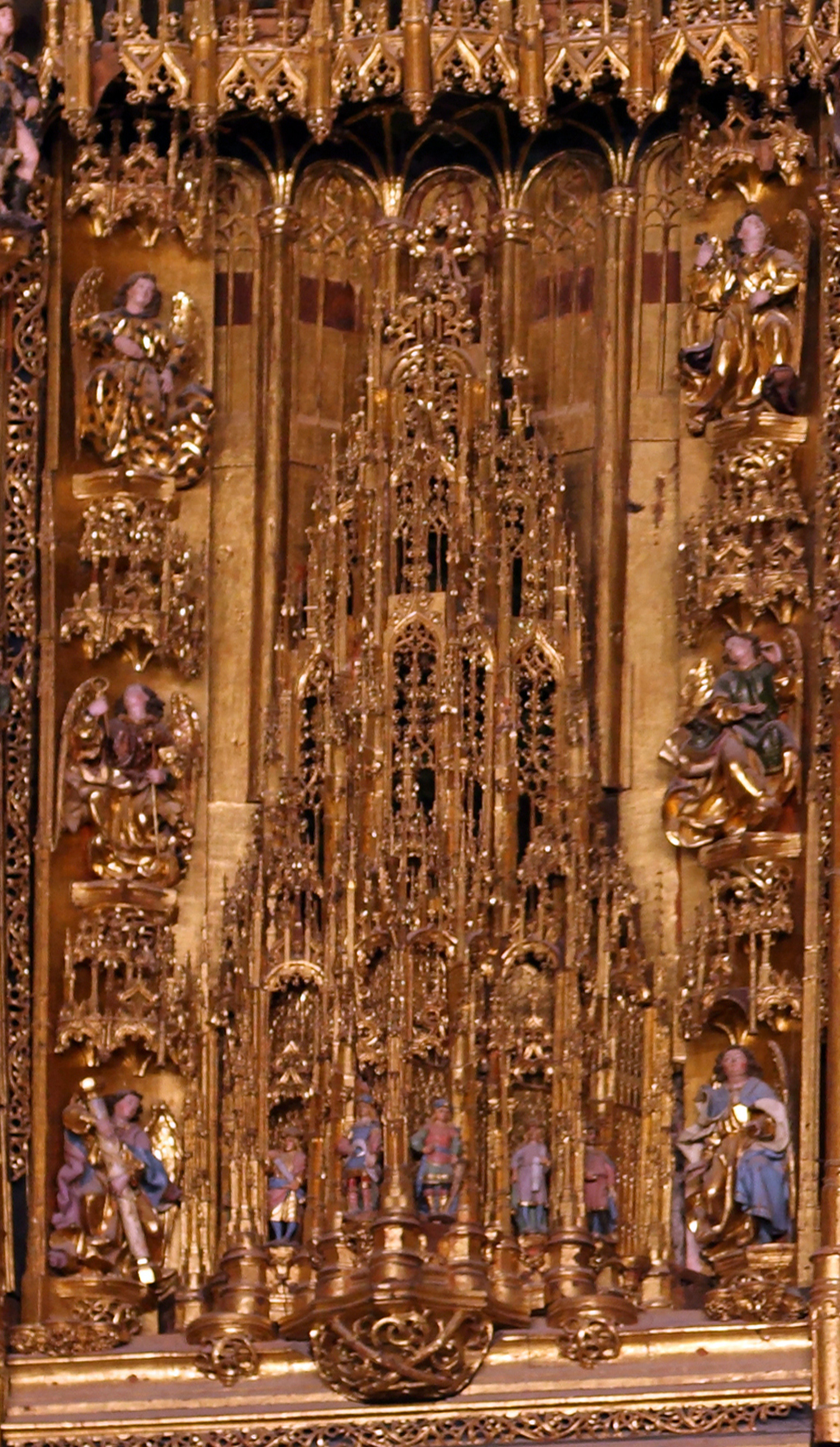
Tabernacle de l'Eucaristia

La col·locació del tabernacle o custòdia al retaule com a eix principal va ser a causa de l'interès especial que va tenir el Cardenal Cisneros en realçar el culte eucarístic. El contracte per a la seva realització es va signar el 23 de juny de 1500 entre els escultors Petit Juan i Rodrigo Alemán i el capítol catedralici: es faria en fusta daurada, i es col·locaria al carrer central del retaule, just sobre la predel·la. Després de la defunció de Petit Juan, Copín de Holanda es va fer càrrec de la realització dels dotze profetes que quedaven pendents per a la seva col·locació en la part baixa (prop del primer pis del tabernacle). Es consta que el treball va ser cobrat l'any 1509.
L'obra imita una arquitectura gòtica amb delicades talles i traceries, i va ser presa com a model per a la custòdia processional que es va encarregar a Enrique de Arfe entre 1517 i 1524. En un principi es va llaurar en plata, però a finals del segle xvi l'arquebisbe Gaspar de Quiroga va manar que es daurés per fer joc amb la custòdia d'or que guardava al seu interior i que procedia d'una anterior d'Isabel la Catòlica.

### Cicle de la infància de Jesús
La col·locació de les escenes del retaule segueix un sistema radial, en forma d'arc interior a l'entorn del tabernacle. Aquestes escenes es detallen a continuació.

#### Anunciació
L'Anunciació va ser realitzada sota una clara influència de l'estil gòtic renà. S'hi presenta Maria sorpresa durant les seves oracions per l'anunci de l'arcàngel Gabriel; a l'extrem superior esquerre apareix la representació del Pare Etern, d'on surten els raigs de l'Esperit Sant cap a Maria. Aquest esdeveniment és narrat a l'Evangeli: 

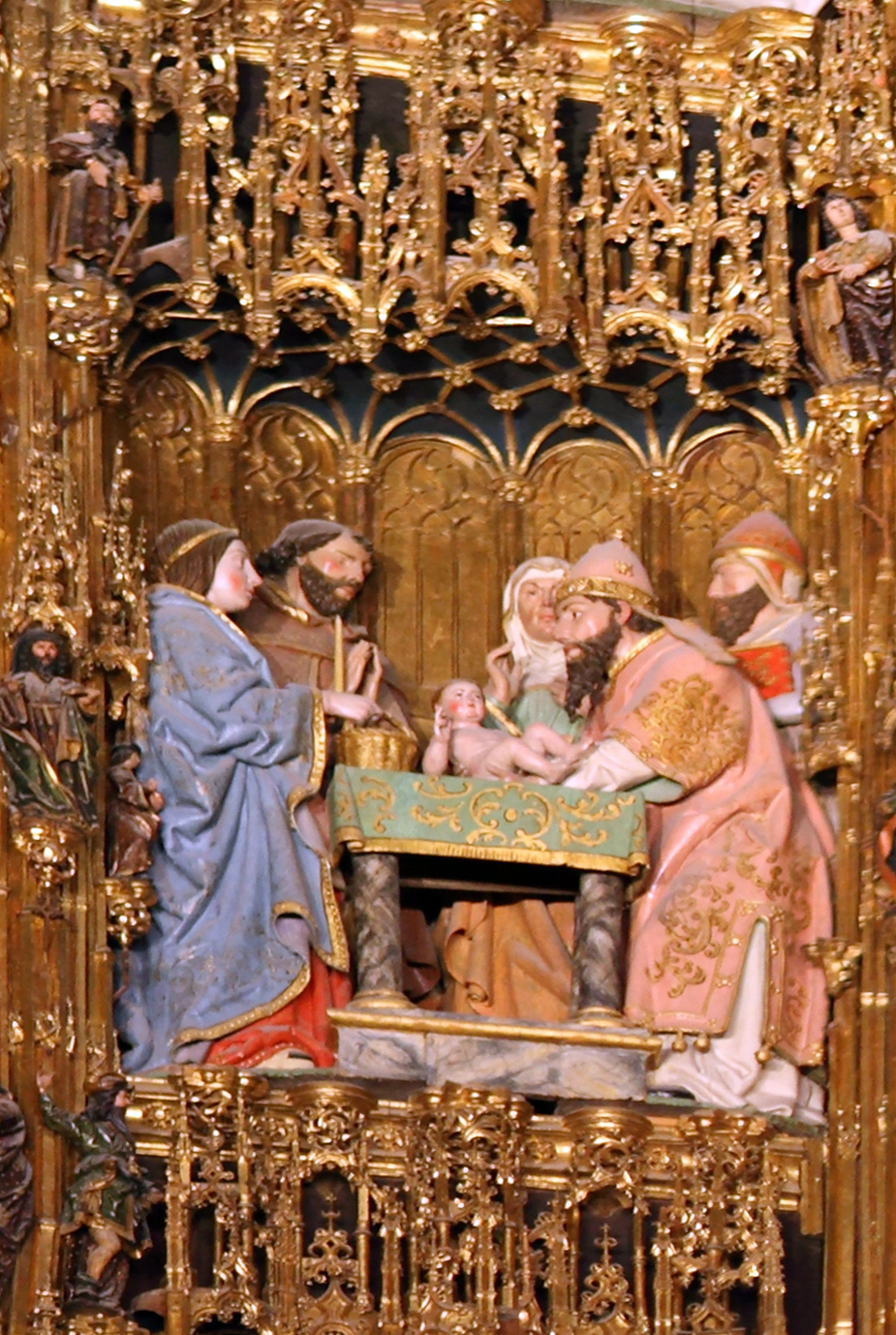
Escena de la presentació de Jesús al temple

| «              | Maria preguntà a l'àngel: —Com podrà ser això, si jo sóc verge?— L'àngel li respongué: —L'Esperit Sant vindrà sobre teu i el poder de l'Altíssim et cobrirà amb la seva ombra; per això el fruit que naixerà serà sant i l'anomenaran Fill de Déu. | » |
| — Lluc 1:34-35 | |   |

#### Presentació de Jesús al temple
L'acció que es presenta en aquesta escena de la presentació de Jesús al temple era un postulat legal per als jueus on tot fill primogènit mascle, tant de persona com animal, era obligatori que es consagrés al Senyor: el primer per al seu servei, i l'animal per a l'holocaust. Aquesta llei era deguda al record de les morts de tots els primogènits egipcis en l'època que el faraó es va negar a deixar sortir al poble hebreu.
| «           | Quan van complir-se els dies que manava la llei de Moisès referent a la purificació, portaren Jesús a Jerusalem per presentar-lo al Senyor. | » |
| — Lluc 2:22 | |   |

#### Nativitat

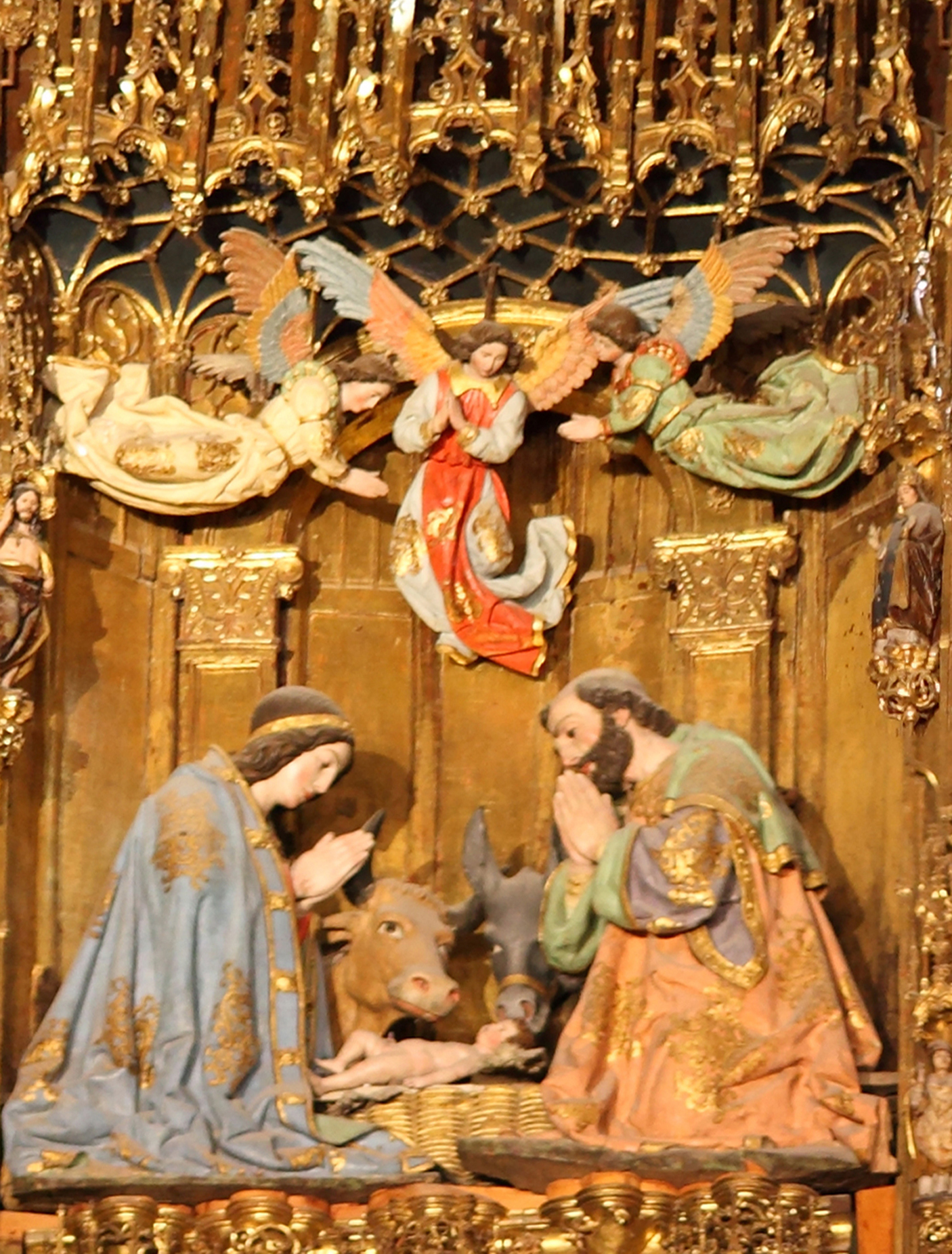
Escena de la Nativitat

L'escena de la Nativitat realitzada per Felipe Bigarny va ser l'únic grup de tot el conjunt muntat sobre un fons d'arquitectura de format italià. A partir del segle xiv, la imatge de Maria es representa tal com apareix en aquest grup: agenollada adorant el seu fill acabat de néixer. Anteriorment es presentava ajaguda en un llit. Josep de Natzaret es troba al mateix nivell que Maria i amb la mateixa aptitud. Apareixen tres àngels sobre seu cantant el Gloria in Excelsis Deo, característica nova a partir del segle que es va realitzar aquest retaule. L'esdeveniment va ser relatat per l'evangelista Lluc:

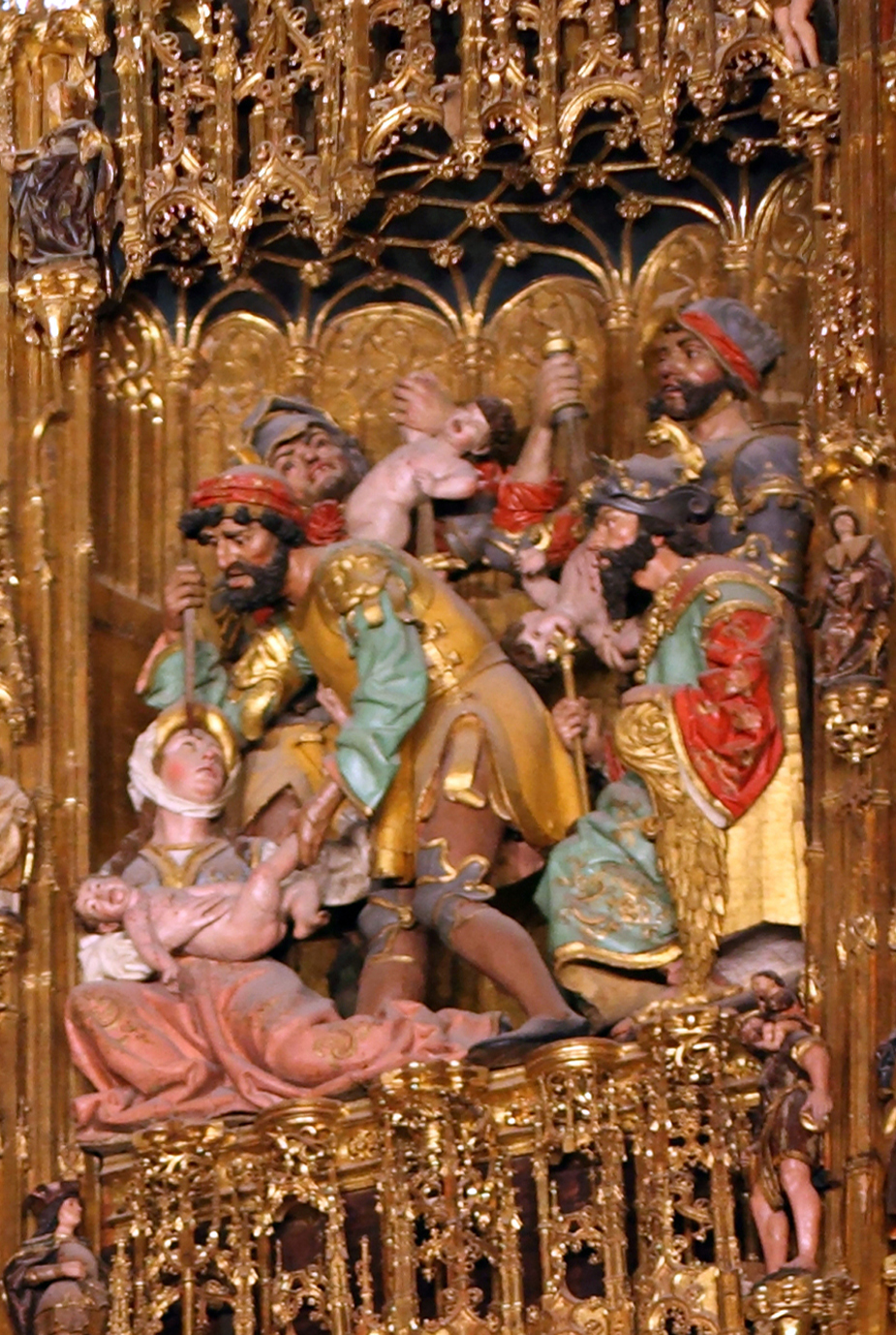
Escena de la matança dels innocents

| «          | I va néixer el seu fill primogènit: ella el va faixar amb bolquers i el posà en una menjadora, perquè no havien trobat cap lloc on hostatjar-se. | » |
| — Lluc 2:7 | |   |

#### Matança dels innocents
En aquesta escena apareix la matança dels innocents: s'hi veu rei Herodes –autor de l'ordre de matar tots els nens que hi havia a la comarca–, assegut amb el seu ceptre de comandament, quan va ser informat que el «rei dels jueus» acabava de néixer. El grup és violent i es veu la desesperació d'una mare en primer pla amb el seu fill en braços, mentre un soldat està disposat a complir l'ordre de la gran matança.
| «            | Quan Herodes es veié burlat pels savis s'indignà molt, i ordenà que a Betlem i a la seva rodalia matessin tots els nens de dos anys en avall, l'edat que calculava pel que li havien dit els savis. | » |
| — Mateu 2:16 | |   |

#### Epifania

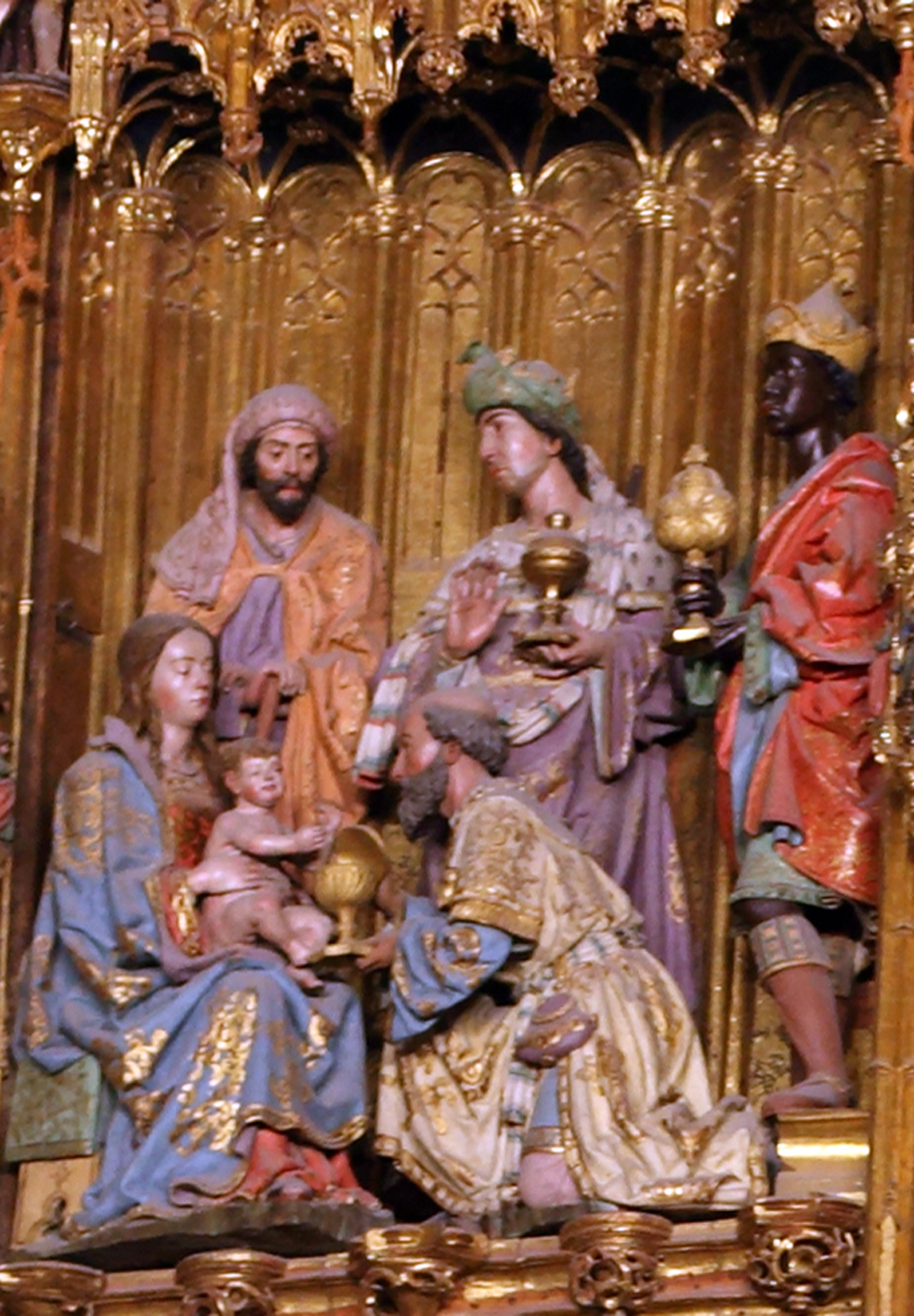
Escena de l'Epifania

L'escena de l'Epifania és una representació sòbria on apareix Maria asseguda amb el seu fill sobre la falda acceptant els presents amb els quals és obsequiat pels tres Reis Mags d'Orient. També es troba a l'escena sant Josep. Com marcaven les seves tradicions, els Mags li van oferir or, per demostrar la seva reialesa; encens, per testimoniar la seva divinitat –ja que només havia de cremar-se davant de Déu–; i, finalment, mirra per acreditar la humanitat de Jesús –la mirra era destinada a ungir els cossos dels homes.
| «               | L'alegria que tingueren en veure l'estrella va ser immensa. Van entrar a la casa, veieren el nen amb Maria, la seva mare, es prostraren a terra i l'adoraren. Després van obrir les seves arquetes i li oferiren presents: or, encens i mirra. | » |
| — Mateu 2:10-11 | |   |

### Cicle de la Passió de Crist
Les escenes es troben a la línia exterior esquerra. Es detallen a continuació seguint l'ordre de baix a dalt.

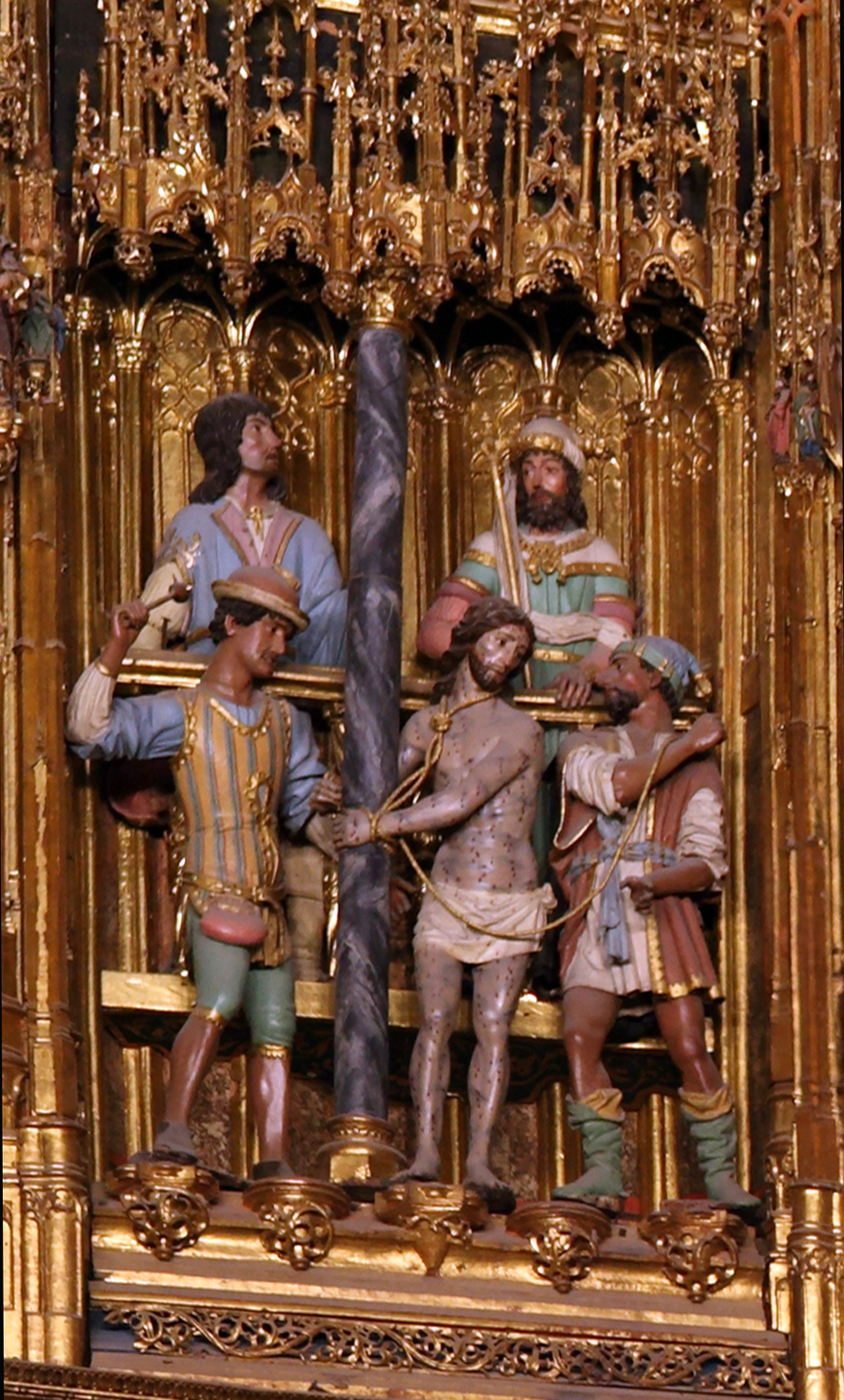
Escena de la Flagel·lació

#### Flagel·lació
Una vegada detingut Crist, va ser portat davant el pretor: allí va rebre fuetades lligat a una columna. Tal com succeïa en representacions teatrals dels romans, hi havia un personatge anomenat bufó que vestien imitant persones per burlar-se'n; això és el que van tractar de fer amb Crist posant-li una corona d'espines i una capa, ja que s'havia declarat com a «rei dels jueus».
| «                | Els soldats del governador es van endur Jesús dins el pretori i reuniren al seu voltant tota la cohort. El van despullar, el cobriren amb una capa de color escarlata i li posaren al cap una corona d'espines que havien trenat, i a la mà dreta una canya. S'agenollaven al seu davant i l'escarnien dient: —Salve, rei dels jueus!— Després li escopien, li prenien la canya i li pegaven al cap. Acabada la burla, li tragueren la capa, li posaren els seus vestits i se l'endugueren per crucificar-lo. | » |
| — Mateu 27:27-31 | |   |

#### Ecce Homo

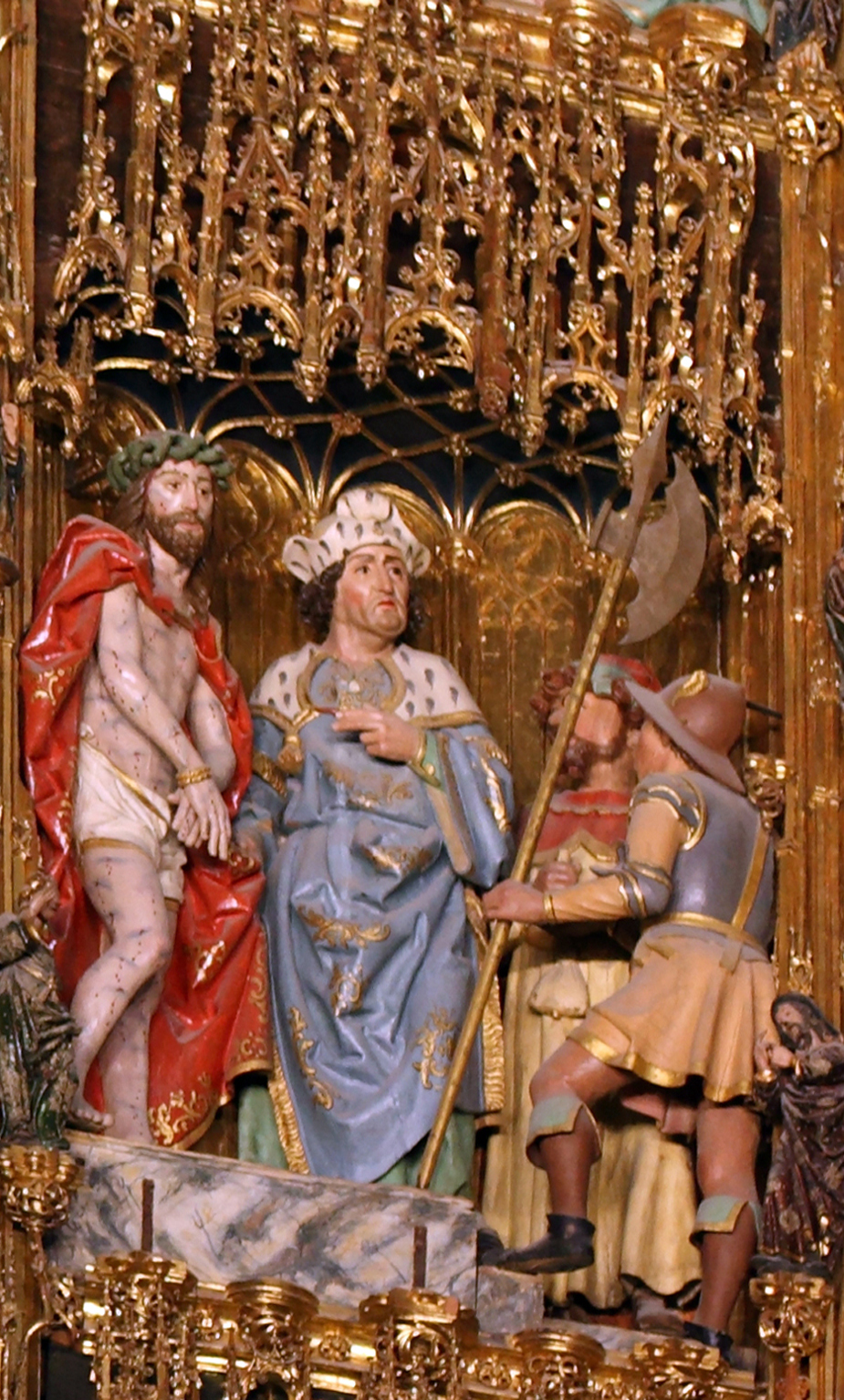
Escena d'Ecce Homo

L'escena representa el moment que Jesús, després d'haver estat maltractat, vestit amb capa de color porpra i amb corona d'espines, i haver-li lligat les mans, és presentat al poble per Ponç Pilat com Ecce Homo ("heus aquí l'home", traducció llatina que apareix en la Vulgata, de la frase grega "ιδου ο ανθρωπος"). Els romans havien tret als jueus la potestat de condemnar un reu a la pena capital: per això Caifàs, encara que va declarar Jesús reu de mort, no va poder dictar sentència, i el va enviar a Pilat. Tot i que ell no el va considerar culpable, un cop davant el poble enfurismat el va condemnar a mort.

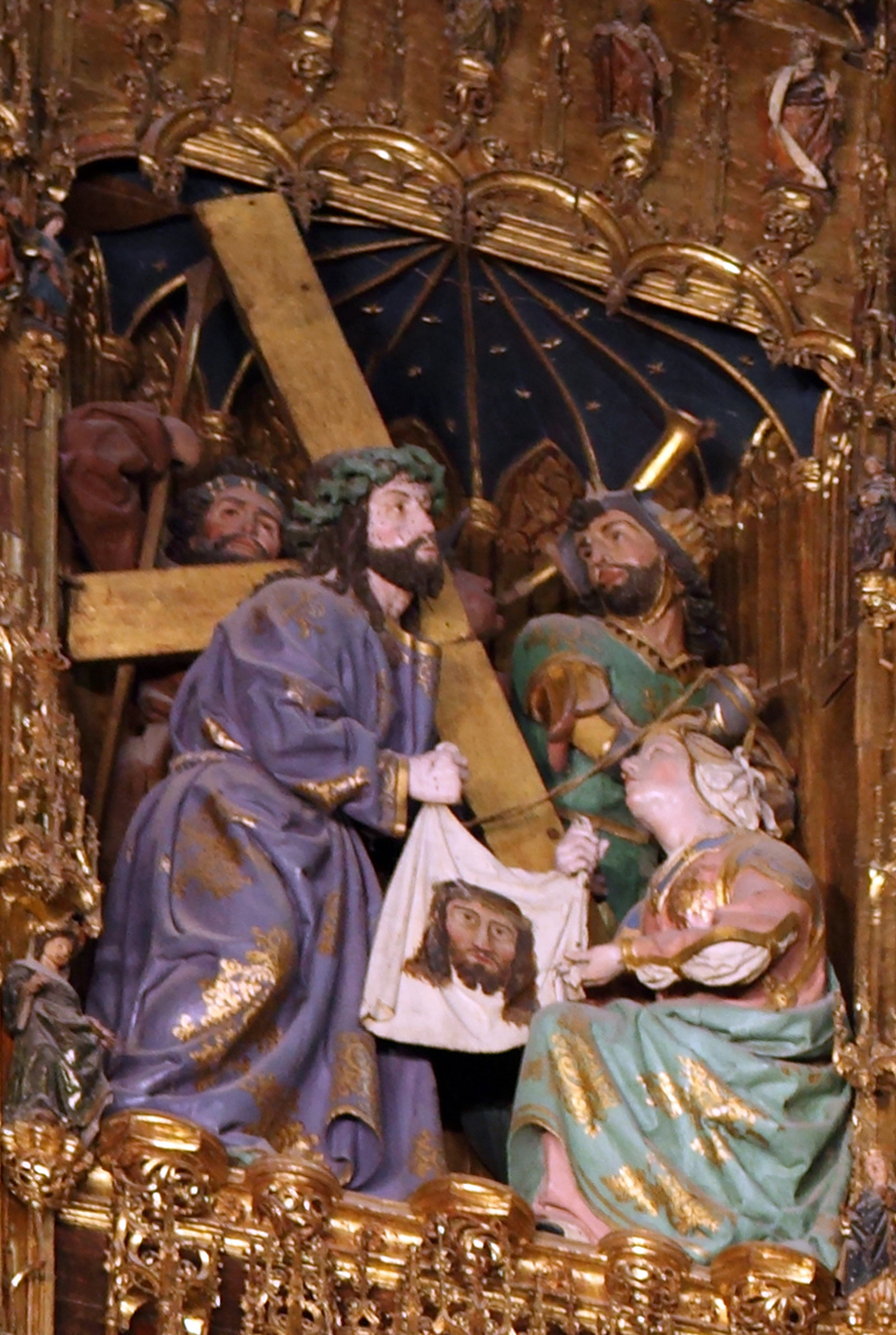
Escena del Camí del Calvari

| «             | Llavors sortí Jesús portant la corona d'espines i el mantell de porpra. Pilat els diu: —Aquí teniu l'home!— Quan els grans sacerdots i els guardes del temple el van veure, cridaren: —Crucifica'l, crucifica'l!— Pilat els diu: —Emporteu-vos-el vosaltres mateixos i crucifiqueu-lo, que jo no li trobo res per a poder-lo inculpar. | » |
| — Joan 19:5-6 | |   |

#### Camí del Calvari
Es representa Jesús amb la creu a coll anant des del palau de Pilat en direcció al Gólgota. Les dones es compadeixen d'ell, i en l'escena escultòrica es troba l'anomenada Verònica, que va eixugar amb un drap la cara de Jesús i, després que el fes servir, Jesús li retornà amb la imatge de la seva cara miraculosament impresa al vel. No hi ha cap referència a Verònica als Evangelis canònics però, com succeeix en aquesta escena del retaule, es troben moltes representacions d'aquest fet a l'art.

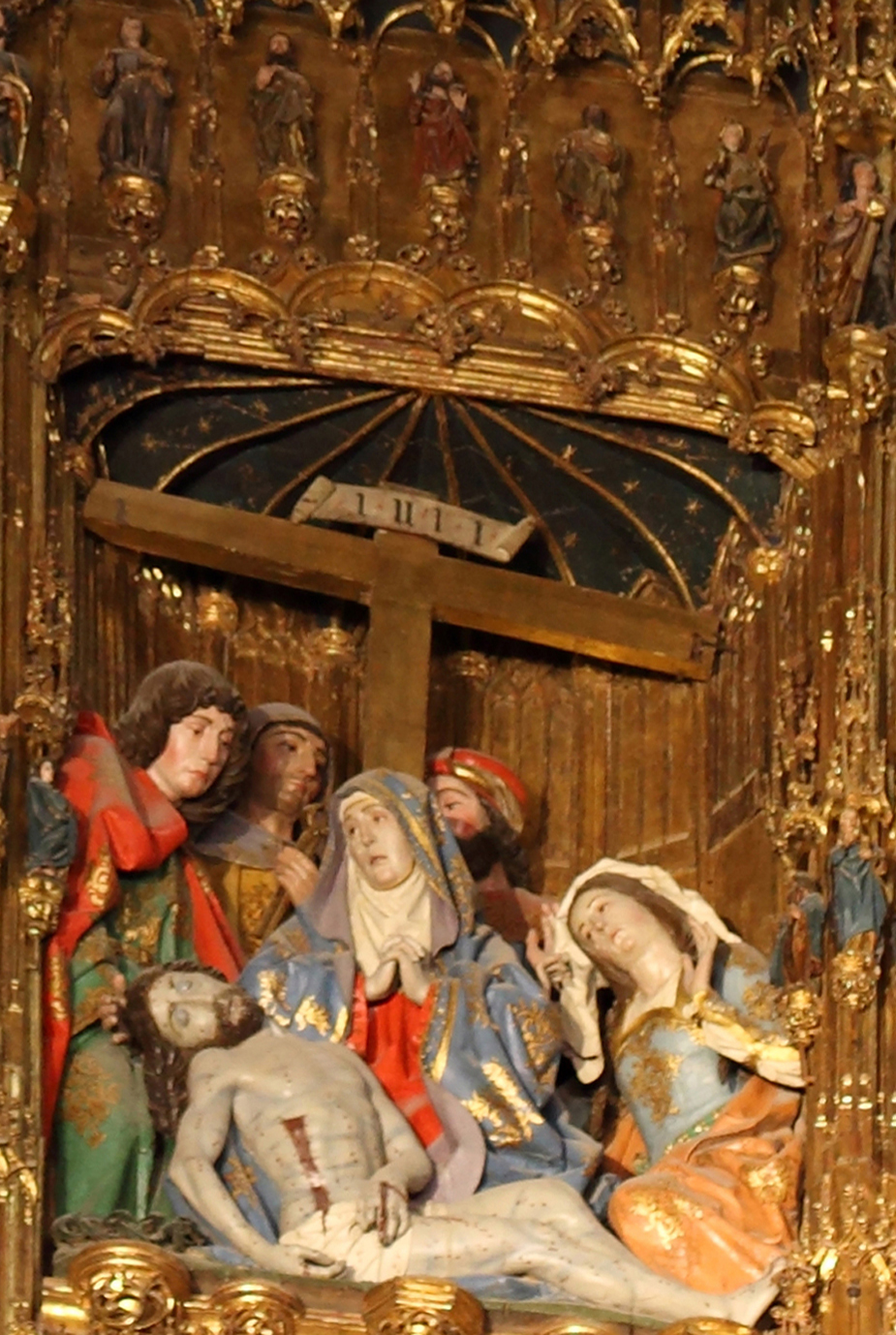
Escena de la Pietat

Segons l'evangelista Lluc:
| «               | El seguia una gran gentada del poble; moltes dones feien mostres de dol i el planyien. Jesús es girà cap a elles i els digué: —Filles de Jerusalem, no ploreu per mi; ploreu més aviat per vosaltres mateixes i pels vostres fills. | » |
| — Lluc 23:27-28 | |   |

#### Pietat
Dins de l'art gòtic era molt popular la iconografia de l'escena de la Pietat, que representa Maria sostenint el cos mort del seu fill Jesús després de la crucifixió. Normalment es representa amb les dues imatges en solitari de Jesús i Maria, però de vegades també es troben acompanyats d'altres personatges, com en aquest cas, que al seu entorn s'hi troben Maria Magdalena, Joan Evangelista, Josep d'Arimatea i sant Nicodem. Darrere de tots ells es pot veure la creu amb el rètol d'INRI (sigles de la frase llatina Iesvs Nazarenvs Rex Ivdaeorvm, "Jesús de Natzaret, rei dels Jueus").

### Cicle de la Glòria
El Cicle de la Glòria es troba a la part dreta del retaule. A continuació es llisten les escenes seguint l'ordre de dalt cap a baix.

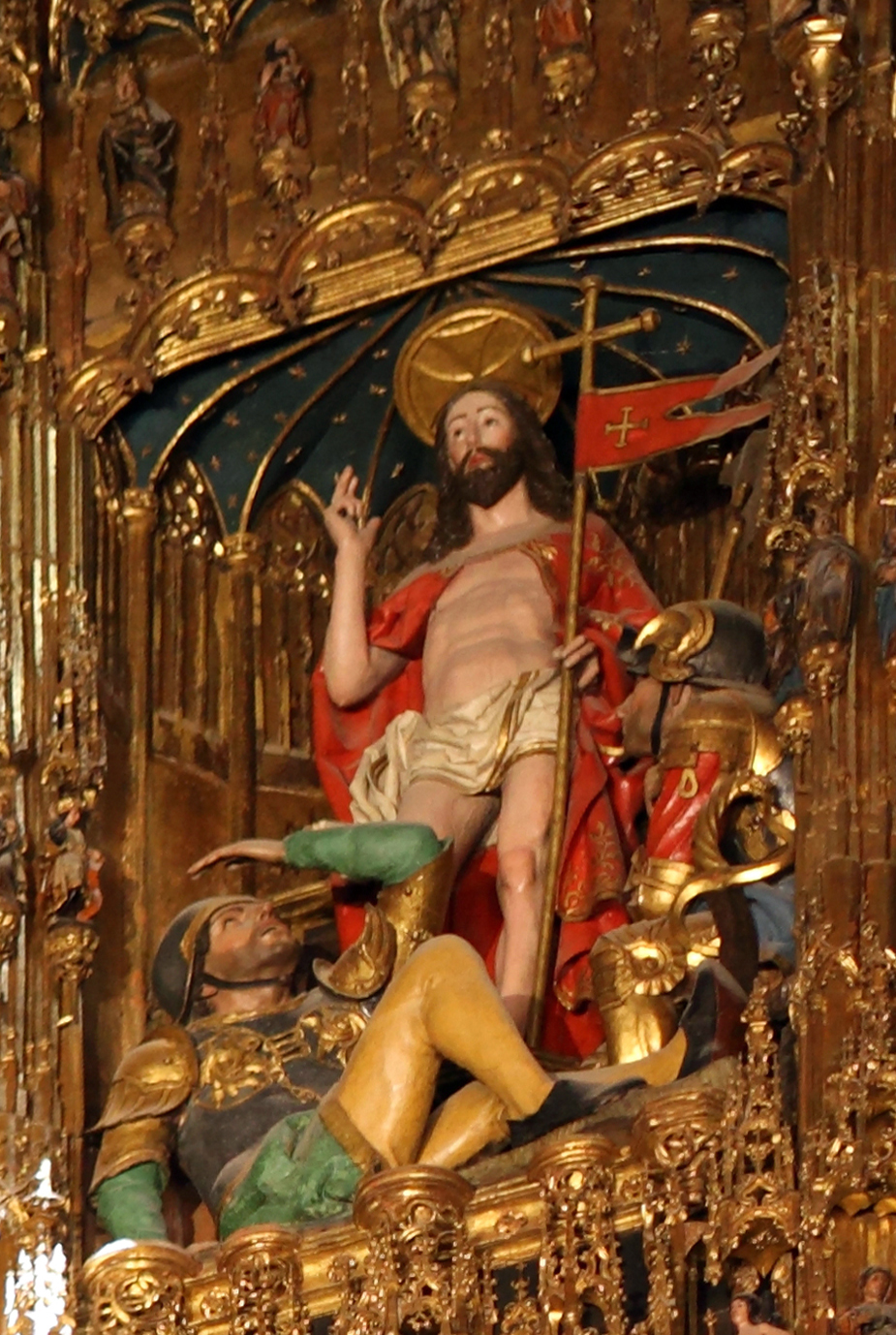
Escena de la Resurrecció

#### Resurrecció
Aquí l'artista representa la Resurrecció de Crist. Una vegada mort i enterrat, els sacerdots van demanar a Ponç Pilat que posés guardians davant la tomba, ja que podia succeir que els seus deixebles de Jesús robessin el cadàver i diguessin que havia ressuscitat. En el grup escultòric es veu a Crist triomfant de peu al centre de la composició sostenint l'estendard de la resurrecció, en el qual hi ha una creu dibuixada, i per terra dos guardians.
| «              | Tot d'una hi hagué un gran terratrèmol: un àngel del Senyor va baixar del cel, feu rodolar la pedra i s'hi va asseure al damunt. Resplendia com un llamp, i el seu vestit era blanc com la neu. De por d'ell, els guardes es posaren a tremolar i van quedar com morts. | » |
| — Mateu 28:2-4 | |   |

#### Ascensió

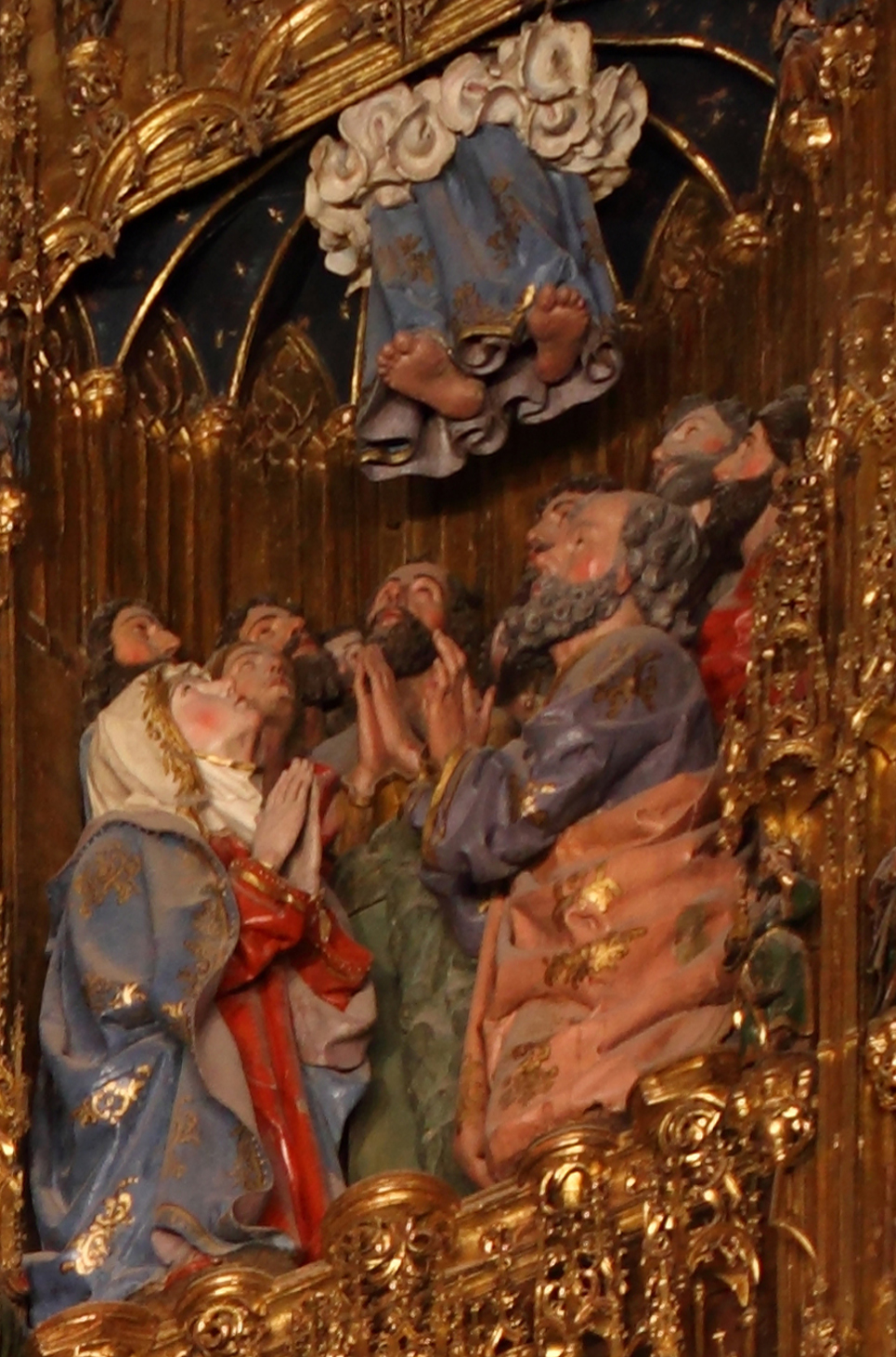
Escena de l'Ascensió

Aquest grup representa l'Ascensió de Crist als cels. Està dividit en dues parts: la terrenal, ocupada pels seus deixebles, amb el primer pla de la seva mare Maria i sant Pere; i la celestial, en la qual solament s'aprecia el mig cos inferior de Jesús envoltat per uns simbòlics núvols blancs. Encara que a l'escena del retaule no s'aprecia cap fons significatiu, es creu que el fet va succeir a Betània (Judea), prop de Jerusalem.

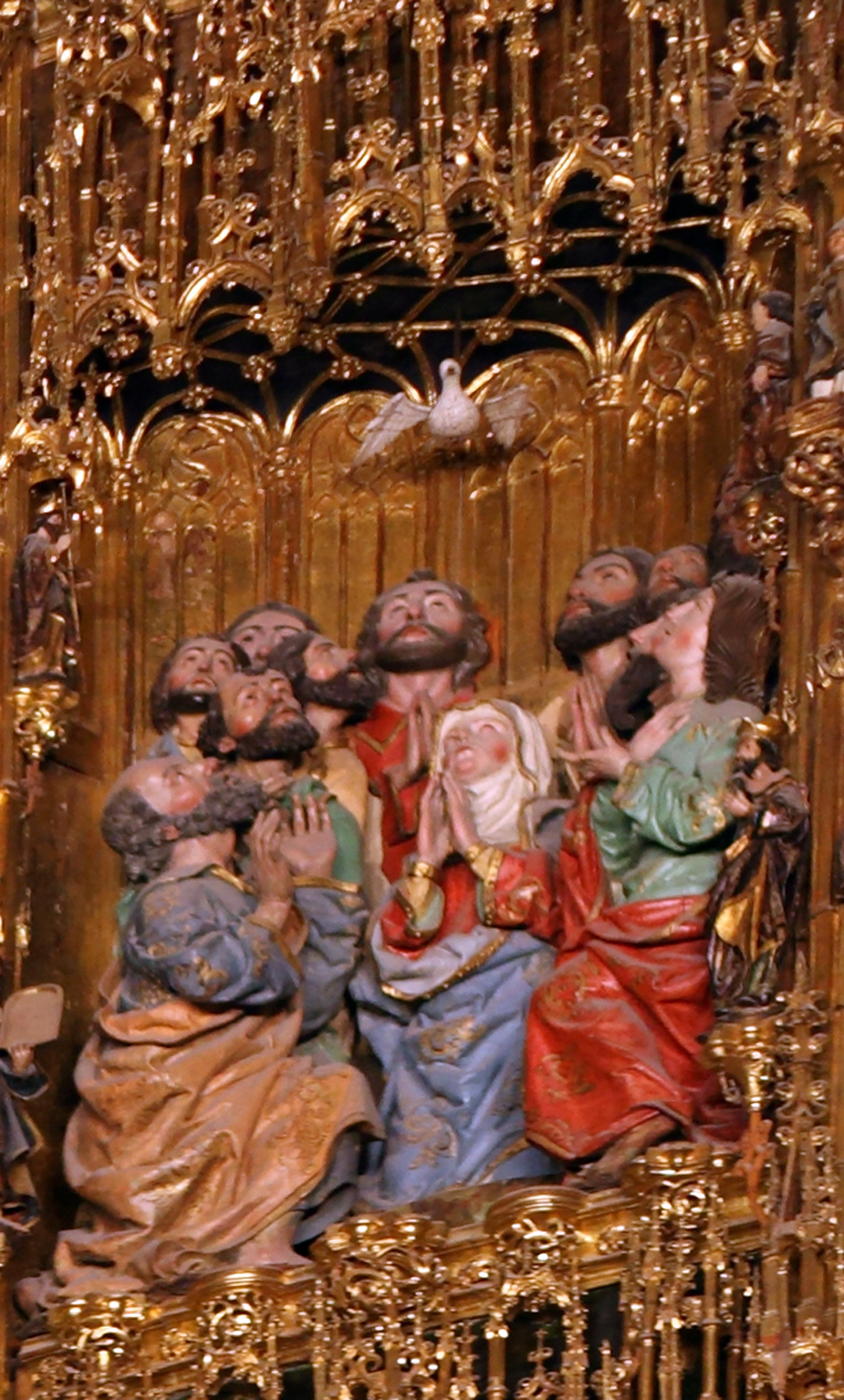
Escena de la Pentecosta

| «               | Després se'ls endugué fora de la ciutat fins a prop de Betània, alçà les mans i els va beneir. I mentre els beneïa, es va separar d'ells i fou endut cap al cel. Ells el van adorar. Després se'n tornaren a Jerusalem plens d'una gran alegria. | » |
| — Lluc 24:50-52 | |   |

#### Pentecosta
Els jueus celebraven la Pasqua de Pentecosta en commemoració per haver rebut aquest dia la Llei de Moisès. La vinguda de l'Esperit Sant sobre els apòstols i Maria va succeir precisament quan estaven reunits per a aquesta celebració. A l'escena, la representació de l'Esperit Sant es fa mitjançant un colom blanc; tanmateix no s'aprecien les «llengües de foc» sobre el cap de cap dels deixebles, iconografia força normal dintre d'aquesta representació. A la litúrgia catòlica, la pentecosta és la festa més important després de la Pasqua i el Nadal. L'Eucaristia inclou la seqüència medieval Veni, Sancte Spiritus.

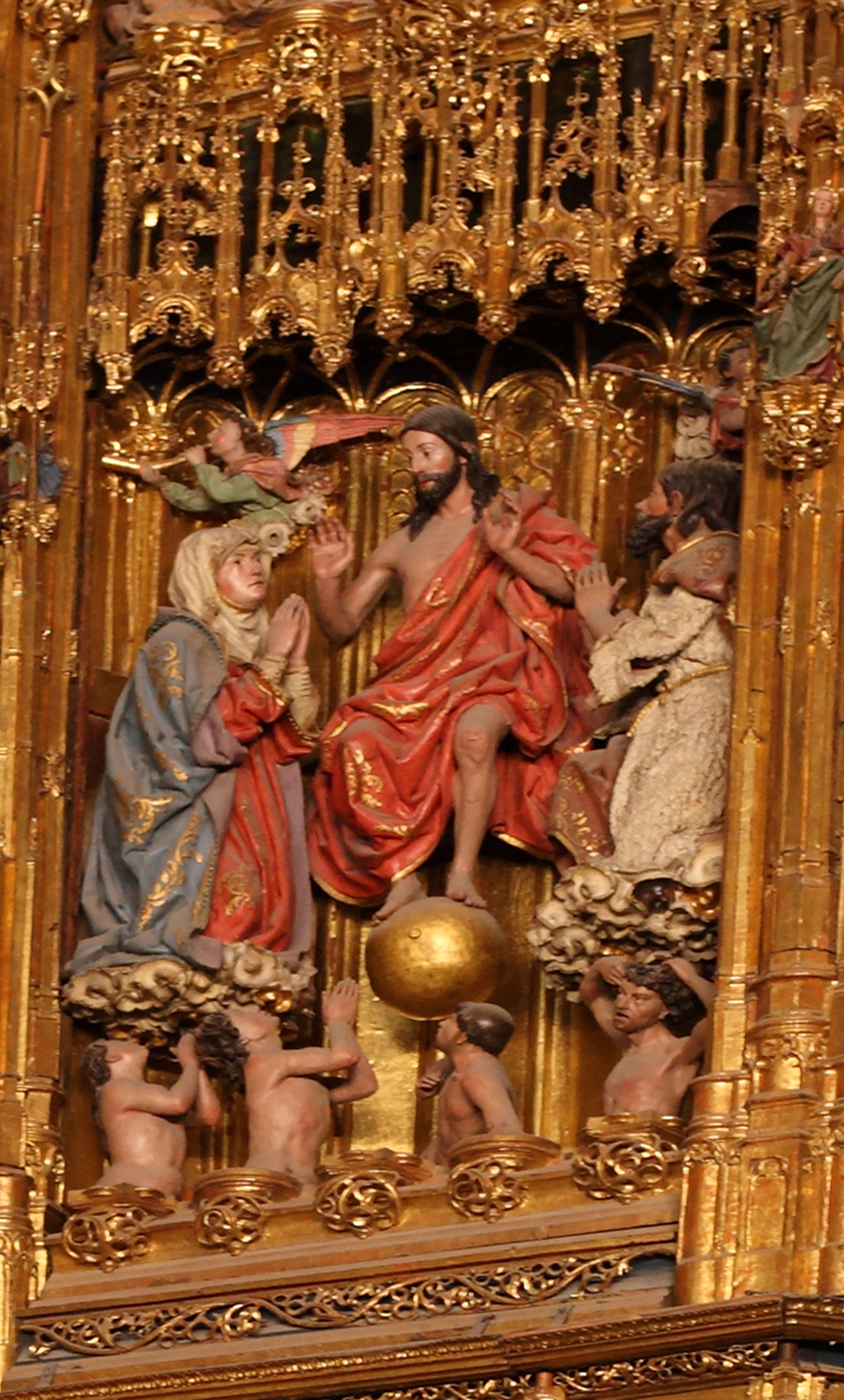
Escena del Judici Final

| «                          | Llavors se'ls van aparèixer unes llengües de foc, que es distribuïen i es posaven sobre cada un d'ells. Tots van quedar plens de l'Esperit Sant i començaren a parlar en diverses llengües, tal com l'Esperit els concedia d'expressar-se. | » |
| — Fets dels Apòstols 2:3-4 | |   |

#### Judici Final
Aquest grup representa Jesús assegut entre la seva mare Maria i sant Joan, tots dos pregant a Crist per les ànimes dels benaurats, representats a la part inferior de la composició per quatre personatges de mig cos nu. Aquesta imatge, pel que fa a la iconografia, és coneguda com la Deisi.. Sobre l'escena, seguint la descripció bíblica, es troben dos àngels tocant les trompetes del Judici Final.
| «                | Aleshores apareixerà en el cel el senyal del Fill de l'home: tots els pobles de la terra faran grans planys quan vegin el Fill de l'home venint sobre els núvols del cel amb gran poder i majestat. Ell enviarà els seus àngels que, al so d'una trompeta potent, reuniran els seus elegits des dels quatre vents, d'un extrem a l'altre del cel. | » |
| — Mateu 24:30-31 | |   |

### Panell de dedicació del retaule i àtic

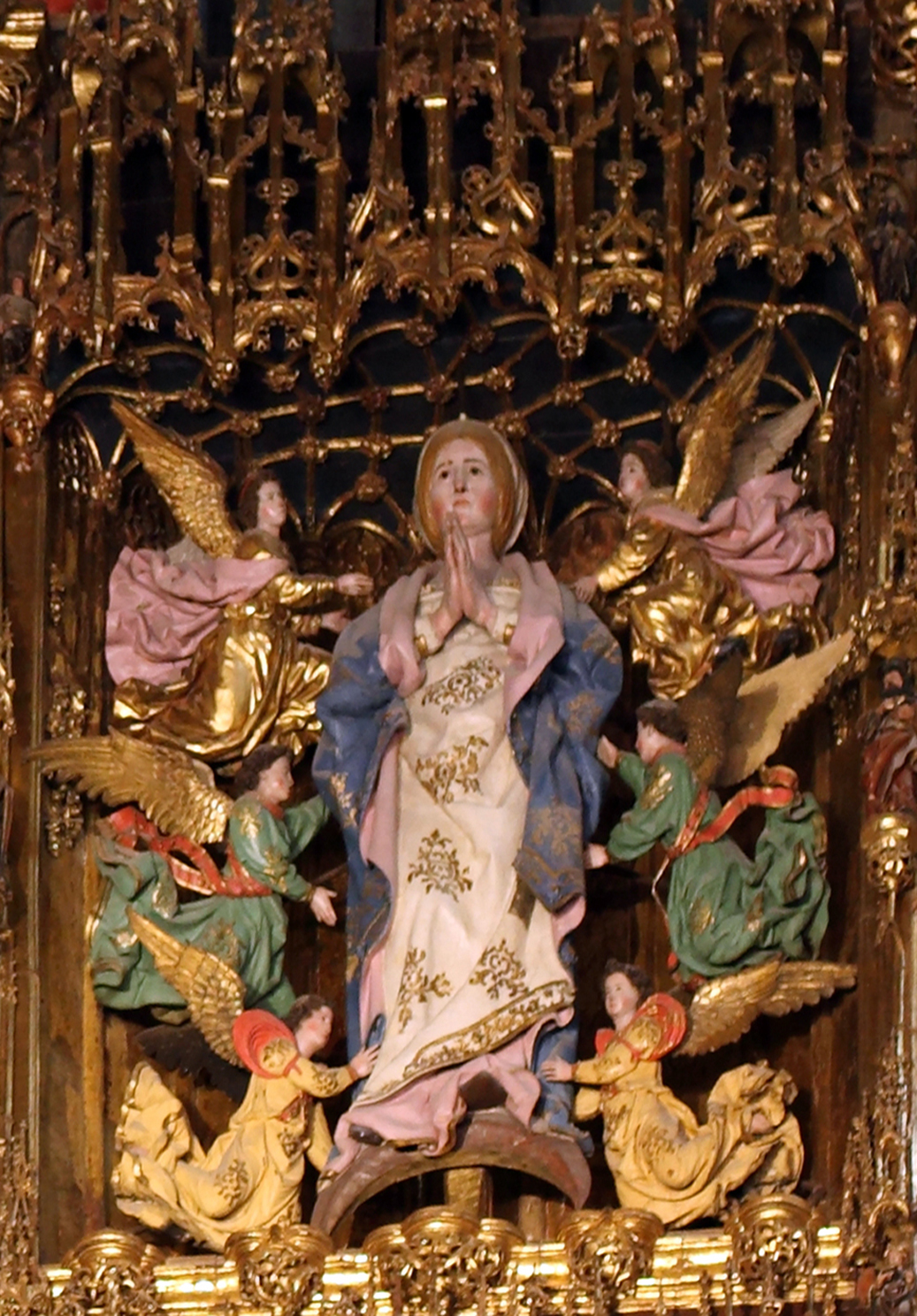
Escena de l'Assumpció

#### Assumpció
L'Assumpció de Maria ja s'incloïa a la litúrgia oriental des del segle iv, essent anomenada com la «Dormició de Maria»; se celebraven alhora la mort, la resurrecció i l'assumpció. Sant Gregori de Tours, en la seva obra De Gloria Martityrum, assenyala que aquesta festa la celebraven a Jerusalem al final del segle VI; per tant, des de molt aviat es van realitzar representacions de l'Assumpció, encara que l'església catòlica no la va incloure com a dogma de fe fins a l'1 de novembre de 1950 (papa Pius XII).
| «                                                                       | Per això, després que una vegada i una altra hem elevat a Déu les nostres pregàries suplicants i invocat la llum de l'Esperit de la Veritat, per a glòria de Déu omnipotent que va atorgar la seva particular benevolència a la Mare de Déu, per a honor del seu Fill, Rei immortal dels segles i vencedor del pecat i de la mort, per a augment de la glòria de la mateixa augusta Mare, i goig i gaubança de tota l'Església, per l'autoritat del nostre Senyor Jesucrist, dels benaventurats Apòstols Pere i Pau i nostra, vam proclamar, declarem i definim ser dogma divinament revelat: que la Immaculada Mare de Déu, sempre Mare de Déu, complit el curs de la seua vida terrestre, va ser assumpta en cos i ànima a la glòria celestial. | » |
| — Pius XII, Munificentissimus Deus, Acta Apostolicae Sedis nº 42 (1950) | |   |

Aquest conjunt va ser contractat per a la seva realització pel capítol catedralici a Felipe Bigarny. Mostra la imatge de Maria coberta amb un vestit blanc adornat amb estampats daurats i, sobre aquesta túnica, un mantell de color blau amb adorns també en or. Les mans estan juntes com en oració i la cara ovalada amb nas fi (trets propis de l'estil de Bigarny). El color dels cabells és ros i estan coberts parcialment per un vel blanc; es troben tres àngels a cada costat, els quals l'ajuden en la seva pujada al cel.

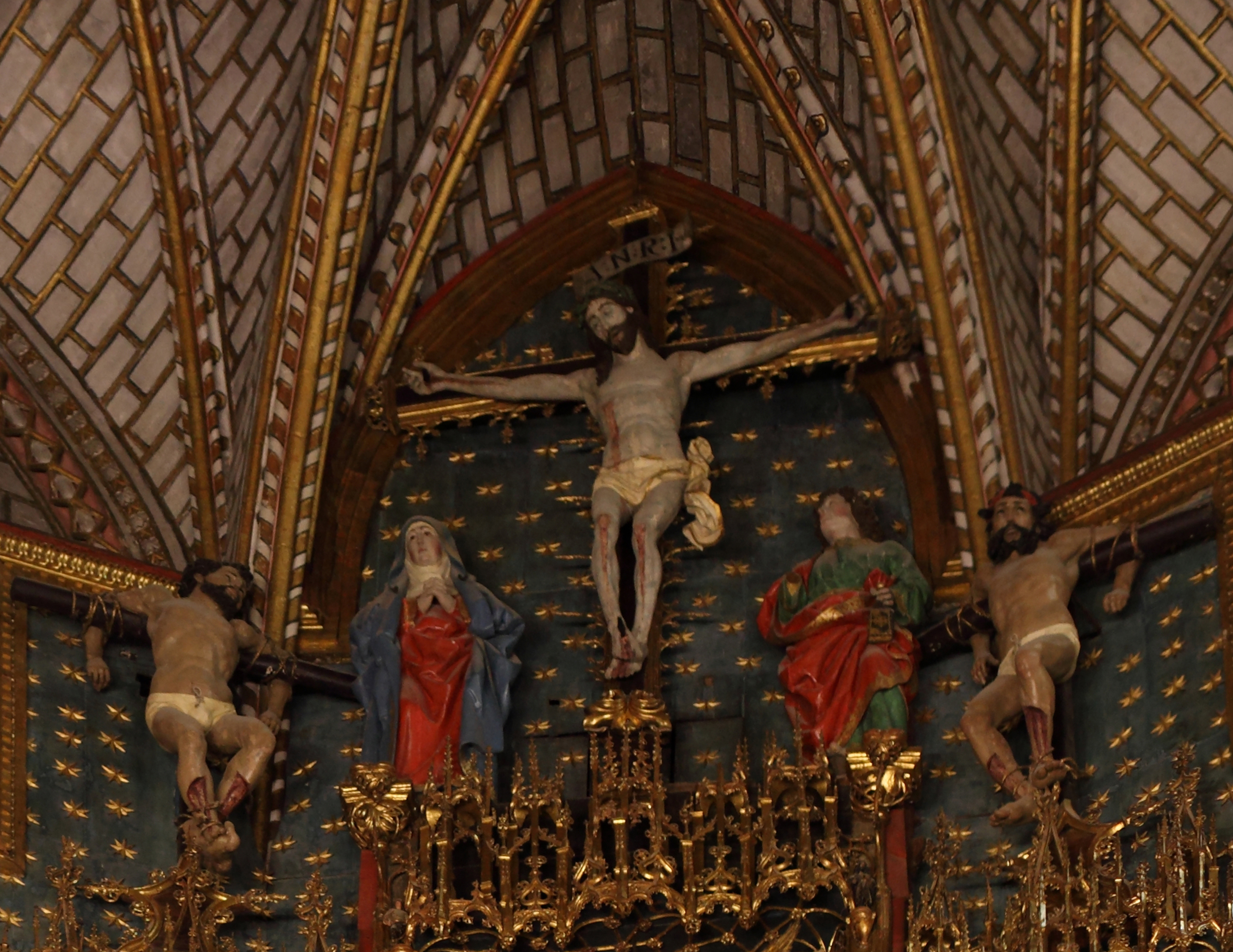
Escena del Calvari, coronament del retaule

#### Calvari
El Calvari s'acostuma a representar en l'art mitjançant les imatges de la Creu amb Crist crucificat, acompanyat al peu de la mateixa de Maria i sant Joan. El grup d'aquest retaule va ser realitzat, igual que l'Assumpció, per Felipe Bigarny, i apareix Crist a la creu amb els peus superposats i clavats amb un sol clau, com es realitzava al gòtic (abans es feia, normalment, amb els peus separats i amb dos claus), amb el cap lleugerament inclinat cap a la seva dreta i amb els ulls tancats. La policromia mostra una carn pàl·lida i amb les llagues del pit, mans, genolls i peus sagnants. A la seva dreta es troba la imatge de la seva mare amb túnica vermella i mantell blau que li cobreix el cap que mostra un rostre marcat pel sofriment. A l'esquerra de Crist es troba sant Joan Evangelista, amb túnica verda i mantell vermell. Aquest grup ocupa l'àtic del carrer central del retaule, en una escala una mica més baixa a l'altura dels següents carrers laterals. Es complementa el gran grup escultòric amb les creus amb els lladres que van ser crucificats al costat de Crist. El fons està realitzat en pintura blava i amb quatre-centes estrelles tallades en fusta i daurades per Francisco de Amberes.

### Guardapols

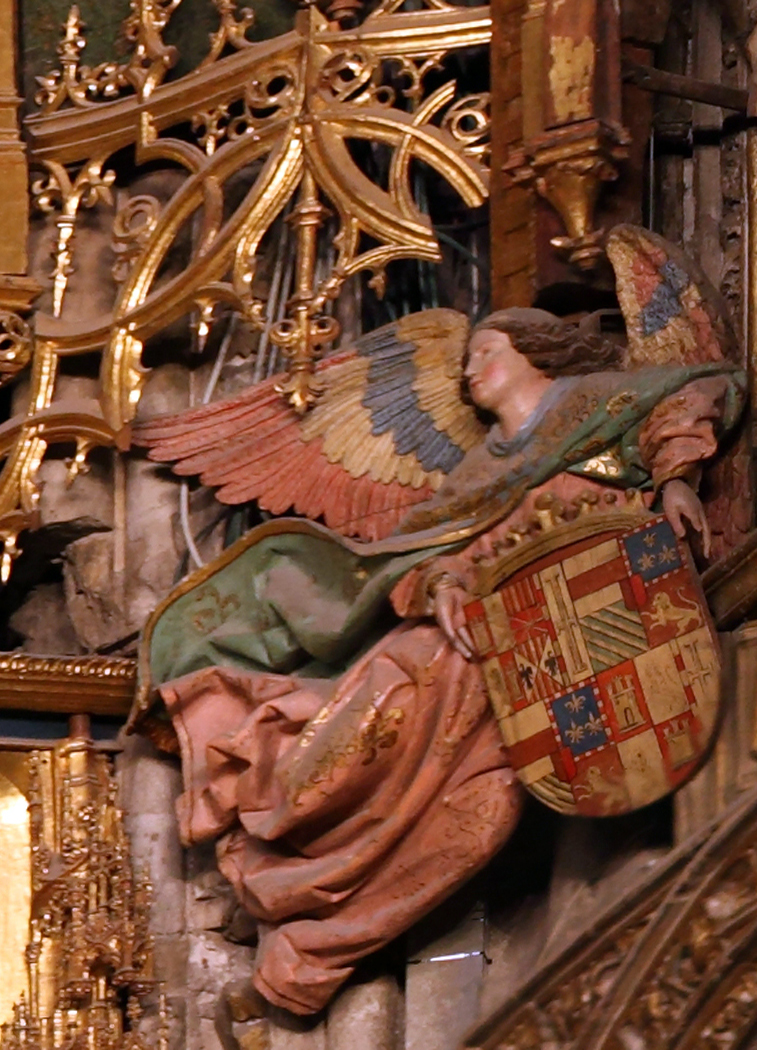
Àngels col·locats a sota dels guardapols, en la unió entre els sepulcres reials i el retaule

Els àngels dessota el guardapols van ser tallats per Copín de Holanda, i els escuts reials que sostenen per Juan de Brussel·les. La policromia va ser realitzada per Francisco de Amberes. La disposició d'aquests grans àngels col·locats com a unió entre els sepulcres dels reis del murs laterals de la Capilla Mayor i la iconografia del retaule volien simbolitzar la relació cristiana dels monarques. Aquests estrets carrers laterals que formen els guardapols del retaule es troben ocupats per cinc estàtues de sants sota dosserets.

### Predel·la
La predel·la consta de quatre relleus escultòrics d'estil gòtic francès i de nombroses imatges soltes entre pilars i dosserets. En el centre es troba una imatge seient sobre un tron de la Mare de Déu amb l'Infant anomenada Nostra Senyora de Toledo i envoltada d'àngels; està situada dins d'una fornícula. És una talla del segle xiii, xapada en plata l'any 1418 per Alonso García de Valladolid i procedent de l'antic retaule major de la catedral. Existeix un document on figura anotat un lliurament de vuit imatges petites per a aquesta predel·la –força anys més tard, el 1565– per les quals es van pagar 15.000 morabatins a Diego de Velasco.
Sota la predel·la es troba un banc llis on existeix una inscripció en caràcter gòtic amb lletres blaves que el recorre en línia recta de dreta a esquerra, i gràcies a la qual se se sap la data de l'acabament del retaule:
| « | (castellà) El reverendisimo señor don Fray Francisco,Jimenez, Arzobispo de esta Santa Iglesia, reinando en Castilla los cristianisimos Príncipes don Fernando y doña Isabel, siendo Obrero Alvar Perez de Montemayor. Acabose año del Señor J. C. de 1504 años. Este año falleció la Reina á 26 de noviembre. | (català) El reverendíssim senyor don Fray Francisco,Jimenez, Arquebisbe d'aquesta Santa Església, regnant a Castella els molt cristians Prínceps don Fernando i doña Isabel, estant Obrero Alvar Perez de Montemayor. Es va acabar l'any del Senyor J. C. de 1504 anys. Aquest va morir la Reina a 26 de novembre. | » |

La predel·la està formada per les següents escenes, detallades a sota d'esquerra a dreta:
| Predel·la del Retaule Major de la catedral de Toledo          | Predel·la del Retaule Major de la catedral de Toledo | Predel·la del Retaule Major de la catedral de Toledo                        |
| ------------------------------------------------------------- | ---------------------------------------------------- | --------------------------------------------------------------------------- |
| Martiri de sant Eugeni de Toledo i Sant Sopar                 | Nostra Senyora de Toledo                             | Lavatori dels peus i L'oració de Jesús en l'Hort de Getsemaní               |
| Escenes del Martiri de sant Eugeni de Toledo i del Sant Sopar | Nostra Senyora de Toledo                             | Escena del Lavatori dels peus i de L'oració de Jesús en l'Hort de Getsemaní |

#### Martiri de sant Eugeni de Toledo
L'escena que es representa en aquest relleu és el moment del martiri que consisteix en el degollament de sant Eugeni, el suposat primer arquebisbe de Toledo, a finals del segle i. En realitat, però, aquest no va existir: es tracta d'un dels habituals desdoblaments de personalitats reals que van tenir lloc durant l'edat mitjana. Segons la tradició, sant Eugeni procedia de Grècia i era natural de Roma, deixeble i acompanyant en les seves predicacions de Dionís l'Areopagita. En temps del papa sant Climent, cap a l'any 93, va arribar a Toledo per predicar la fe del cristianisme, i allà el van nomenar bisbe. En un viatge efectuat a un poble proper a París per visitar el seu antic mestre Dionís, i en ésser aleshores quan va succeir la gran persecució de Domicià, va ser detingut, degollat i llançat a un llac proper; més tard el seu cos incorrupte va ser trobat miraculosament i va ser portat a l'abadia de Saint-Denis, on va romandre fins a l'any 1565, quan Felip II va aconseguir gràcies a Caterina de Mèdici que el seu cos retornés a la catedral de Toledo.

#### Sant Sopar
La representació de l'escena del Sant Sopar reprodueix Jesús en el centre envoltat per tots els seus deixebles en una taula rodona. És recognoscible la figura de l'apòstol Joan assegut a la seva dreta la qual, com dormint recolzat sobre Crist, és una de les iconografies cristianes més repetides en tots els temps. Jesús va reunir els seus deixebles per celebrar la Pasqua com es feia al ritu jueu, instituint en aquest acte el sagrament de l'Eucaristia, en el qual es procedeix a la transsubstanciació del cos i sang a través de les espècies de pa i vi que va repartir entre els dotze apòstols.
| «                | Mentre sopaven, Jesús prengué el pa, digué la benedicció, el partí i, tot donant-lo als deixebles, digué: —Preneu, mengeu-ne: això és el meu cos.— Després prengué una copa, digué l'acció de gràcies i els la donà tot dient: —Beveu-ne tots, que això és la meva sang, la sang de l'aliança, vessada per tothom en remissió dels pecats. | » |
| — Mateu 26:26-28 | |   |

#### Lavatori de peus
En aquesta escena es veu la cerimònia de la rentada de peus que va efectuar Crist als apòstols just abans del Sant Sopar, acte que va realitzar com a prova d'humilitat. Aquest relleu escultòric sembla haver estat tallat per Copín de Holanda, a causa del seu estil afrancesat dels vestits amb plecs suaus i dels caps dels apòstols amb barbes copioses, pròpies d'aquest escultor. Des de l'església cristiana primitiva ja es va començar amb la tradició que, el Dijous Sant, els bisbes o sacerdots en memòria d'aquest gest renten els peus a dotze persones, clergues o seculars. Aquest fet realitzat per Jesús es troba narrat a l'Evangeli segons Joan:
| «             | S'aixecà de taula, es tragué el mantell i se cenyí una tovallola; després va tirar aigua en un gibrell i començà a rentar els peus dels deixebles i a eixugar-los amb la tovallola que duia cenyida. | » |
| — Joan 13:4-5 | |   |

| «               | Després de rentar-los els peus, es va posar el mantell i s'assegué a taula altra vegada. Llavors els digué: —Enteneu això que us he fet? Vosaltres em dieu "Mestre" i "Senyor", i feu bé de dir-ho, perquè ho sóc. Si, doncs, jo, que sóc el Mestre i el Senyor, us he rentat els peus, també vosaltres us els heu de rentar els uns als altres. Us he donat exemple perquè, tal com jo us ho he fet, ho feu també vosaltres. | » |
| — Joan 13:12-15 | |   |

#### L'oració de Jesús en l'Hort de Getsemaní
La relació d'aquest grup és la història que va succeir una vegada acabat el Sant Sopar, quan Jesús es va acomiadar dels seus deixebles: Crist va ser acompanyat només per Pere i els dos fills de Zebedeu a l'hort de Getsemaní, al costat del mont de les Oliveres; una vegada allà els va manar que l'esperessin i es va retirar una mica més allunyat d'ells per resar. Llavors va tenir visions de la Passió i la mort que l'esperava i de la traïció de Judes, la qual l'escultor representa a la part dreta de l'escena.
| «                | Llavors els digué: —Sento a l'ànima una tristor de mort. Quedeu-vos aquí i vetlleu amb mi.— S'avançà un tros enllà, es prosternà amb el front a terra i pregava dient: —Pare meu, si és possible, que aquesta copa s'allunyi de mi. Però que no es faci com jo vull, sinó com tu vols. | » |
| — Mateu 26:38-39 | |   |